# 丁嗣贤
丁嗣贤（1899年—？），男，安徽阜阳人，中国化学工程专家。

## 生平
1926年，丁嗣贤毕业于清华大学后赴美国留学。在取得麻省理工学院化工专业硕士学位之后，回国在中央大学工学院任教，兼任了麻省理工学院南京校友会理事的职务。1932年来自全国各地的化学工作者丁嗣贤、姚万年、郑贞文、王箴、陈可忠、王琎、吴承洛、李运华、陈裕光、曾昭抡等45人，共同发起成立了中国化学会。